# World's Columbian Exposition

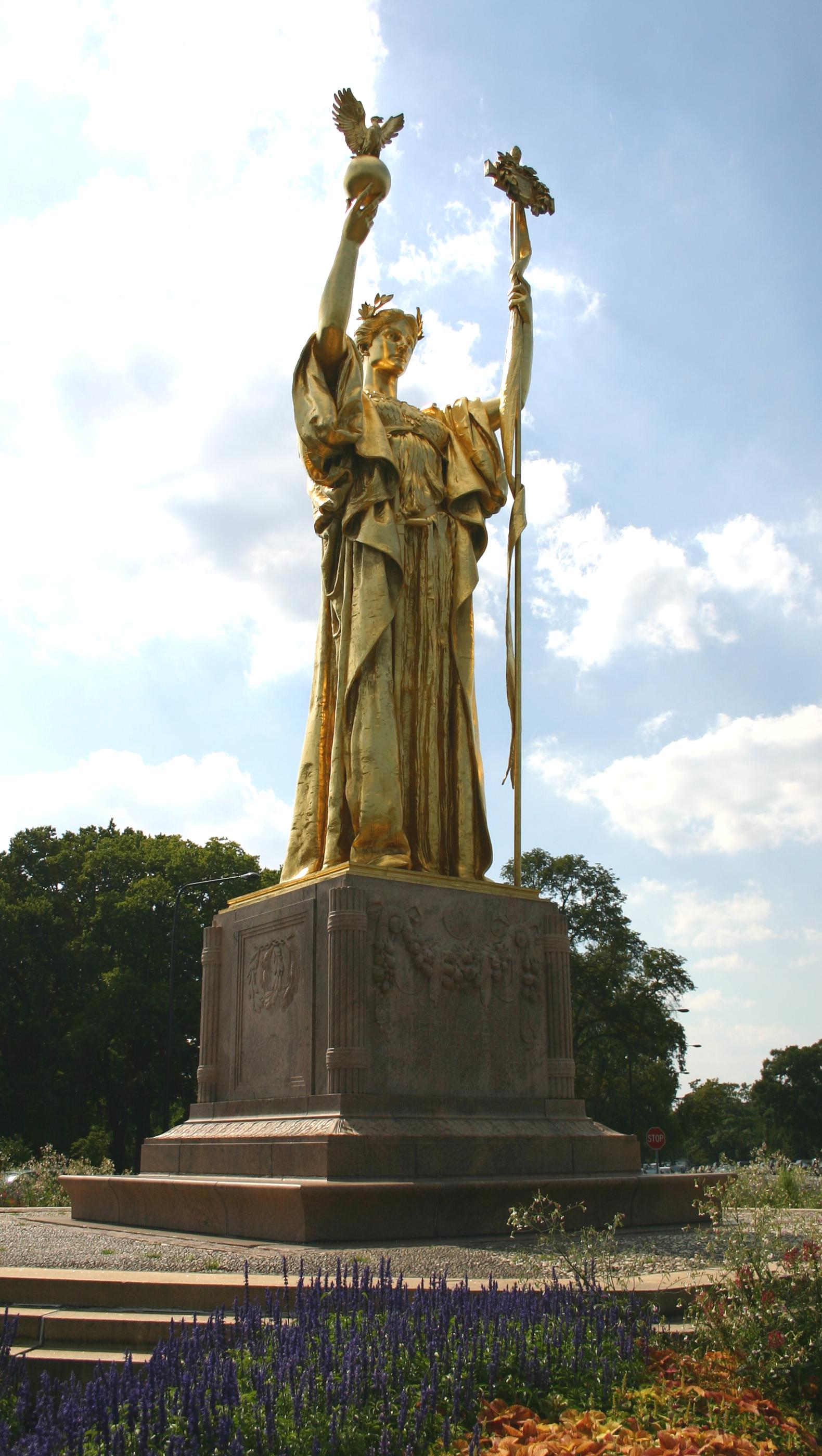
O replică la scara 1:3 a statuii Republicii a lui Daniel Chester French, care a fost plasată în marele bazin al expoziției, Chicago, 2004.

The World's Columbian Exposition (numită frecvent și The Chicago World's Fair, în limba română Expoziția mondială columbiană), a fost o expoziție mondială, care s-a ținut în orașul Chicago, Illinois în 1893, pentru a celebra cea de-a 400-a aniversare a descoperirii Lumii Noi de către Cristofor Columb. Cu ocazia alegerii unui loc al expoziției, Chicago a întrecut New York City, Washington, D.C. și St. Louis, Missouri, fiind ales dintre aceste patru posibilități.
Alegerea orașului Chicago ca gazdă a acestei expoziții mondiale a avut o influență profundă asupra dezvoltării ulterioare a arhitecturii, artelor vizuale și aplicate, propria imagine a orașului Chicago și a optimismului industrialist american. Chicago Columbian exposition (un alt nume sub care expoziția este cunoscută) a fost designată, în mare parte, de către Daniel Burnham și asociați ai acestuia. În esență, designarea expoziției a fost prototipul pe care Burnham și colegii săi au crezut că va putea fi un oraș al viitorului. Gândită a reflecta principiile artelor frumoase (vezi Beaux arts) și ale arhitecturii clasice europene, bazată pe simetrie și echilibru, Expoziția mondială din 1893 a fost, printre altele, o promotoare "avant-la-letre" a curentului artistic ce urma să fie numit Art Nouveau.